# Magyar Népkönyvtár
A Magyar Népkönyvtár egy 19. század végi magyar szépirodalmi könyvsorozat volt, amely Méhner Vilmos kiadásában Budapesten jelent meg az 1890-es években:
- 1. Kovács Dezső. Egy hordó jó vicc! Nevessünk. Adoma-gyüjtemény a mulatni vágyó közönségnek. Gyüjtötte –. (32 l.)
- 2. Dallos Tihamér. Szerelmi dalok. A magyar fiatalság legkedveltebb jó régi és új dalai. Gyüjtötte –. (32 l.)
- 3. Álmoskönyv, Legújabb –. (32 l.)
- 4. Kovács Dezső. Szerelmi levelező az életben előforduló minden alkalomra férfiak és hölgyek számára. (32 l.)
- 5. Humor, szóban és képben. (32 l.)
- 6. 100 csodálatos bűvészmutatvány, vagy a kis ezermester. (32 l.)
- 7. Nevess Péter. Képes adomatár. Egy halom nevetni való mindenki számára. (32 l.)
- 8. Vad emberek között. Stanley és Emin pasa utazása Nyugat-Afrikában. (32 l.)
- 9. Dezső Károly. Az eltünt fiú. Érdekes elbeszélés. (32 l.)
- 10. Kovács Dezső. Kaval, a kalózkirály. Elbeszélések a tengerészek életéből. (32 l.)
- 11. Kemény Pál. A kaliforniai aranyördög. (32 l.)
- 12. Ballay József. Elevenen eltemetve. Regényes elbeszélés. (32 l.)
- 13. Ballay József. A leopárd barlangjában. Elbeszélés az őserdőkből. (32 l.)
- 14. Kovács Dénes. A kalózok foglya. Egy hajóskapitány feljegyzései nyomán. (32 l.)
- 15. Dezső Károly. A törpék országában. Elbeszélés a sötét Afrikából. (32 l.)
- 16. Kevey Miklós. Az áruló hajós. Érdekes történet Amerika fölfedezése korából. (32 l.)
- 17. Gerő János. A fekete lovag. Történeti elbeszélés a középkorból. (32 l.)
- 18. Benkő Árpád. Molnárlegényből császár. Érdekes elbeszélés. (32 l.)
- 19. Hary József. A sziklák királya. Elbeszélés az indiánusok életéből. (32 l.)
- 20. A hódvadász bosszúja. Érdekes történet az amerikai vadászéletből. (32 l.)
- 21. Szendrői György. Bonifác, Pongrác, Szervác, vagy a főnyeremény. Elbeszélés. (32 l.)
- 22. Ipolyi László. Mentsikoff herceg, a pástétom-árus sorsa. Orosz történet. (32 l.)
- 23. Nógrády György. A leghiresebb kalóz. Igaz történet. (32 l.)
- 24. Szandai. A vasálarc, vagy a legszerencsétlenebb királyfi. Igaz történet. (32 l.)
- 25. Serfőző Gyula. A szerecsen rablók. Amerikai történet. (32 l.)
- 26. Szendrői. A naplopó. Elbeszélés a fővárosi életből. (32 l.)
- 27. Ujpesti László. Abellinó, a legvérszomjasabb bandita. Igaz történet Velence multjából. (32 l.)
- 28. Pesti György. Az utolsó mohikánus. Igaz történet az indusok földéről. (32 l.)
- 29. Cserháty Elemér. Kisértet a hajón. Elbeszélés a tengerészeti életből. (32 l.)
- 30. Gyarmathy. Fra Diavolo, a hirhedt olasz rablófőnök. (32 l.)
- 31. Cserháty. A fehér indiánus. Amerikai történet a Hudson partjáról. (32 l.)
- 32. Tamás Pál. A molnár és gyermeke. Igaz történet. (32 l.)
- 33. Szendrői György. Az ördög malma. (32 l.)
- 34. Zoltán. Az éhhalál tanyája. Kaliforniai történet a kivándorlók életéből. (32 l.)
- 35. Schmid Kristóf. A kanári madár. Beszély. (32 l.)
- 36. Schmid Kristóf. A rózsatő. Elbeszélés. (39 l.)
- 37. Cserháty László. A négy ikertestvér, vagy: a Hejmon fiúk kalandos története. (32 l.)
- 38. Lakatos Árpád. A néma gyermek. Elbeszélés. (32 l.)
- 39. Zschokke. A vörös kabátos ördög. Egy éj története. (32 l.)
- 40. Szendrői György. Az új pénz. A koronaérték ismertetése, átszámitási táblázatokkal. (32 l.)